# Stora Bläkern
Stora Bläkern är en sjö i Eda kommun i Värmland och ingår i Göta älvs huvudavrinningsområde.